# 鴨川市立鴨川中学校
鴨川市立鴨川中学校（かもがわしりつ かもがわちゅうがっこう）は、千葉県鴨川市広場にある市立中学校。

## 概要
千葉県南では唯一の全天候型の屋内陸上競技場をもち、サッカー場、野球場も完備している。なお、プールは設置しておらず、市内のKCCスポーツクラブ内の屋内プールにて水泳の授業を実施している。
2006年に学区内に開設された城西国際大学観光学部など、太海地区に所在する5大学との交流授業を実施している。
2011年現在で生徒数は512人で、安房地域最大規模の中学校である。

## 沿革

### 経緯
2007年に鴨川市学校適正規模検討委員会が市内の小中学校の適正規模、適正配置について審議を行った結果、旧・鴨川中学校が耐震基準に満たず、老朽化が激しいこと、加茂川に隣接し、市街地の中心にある現在地では防災、安全上問題があること、江見中学校の生徒数が著しく減少していることを踏まえて、鴨川市役所北部の敷地に新たに建設し、統合し開校ということになった。

### 年表
- 2011年
  - 4月1日 - 鴨川市立江見中学校（1971年開校・鴨川市宮1451[7]）と鴨川市立鴨川中学校（1964年開校・鴨川市横渚462）を統合して、新たに鴨川市立鴨川中学校として新規開校。
  - 4月7日 - 開校式を実施。

## 教育方針
「自学・自律・活力」を三本柱として、「新しい時代を自ら切り拓き、たくましく生きる鴨中生の育成」を教育目標に掲げている。

## 学校行事
前後期制で授業を展開している。
| - 4月 始業式、入学式（1年）、新入生歓迎会 - 5月 修学旅行（3年）、宿泊学習（2年）、校外学習（1年） - 6月 フリー参観 | - 7月 部活動激励会 - 8月 職場体験学習（2年） - 9月 体育祭 | - 10月 生徒会役員選挙、鴨中祭（文化祭） - 11月 生徒会引き継ぎ式 - 12月 書初め練習会 | - 1月 百人一首大会 - 2月 新入生説明会 - 3月 卒業遠足（3年）、3年生を送る会、卒業式（3年）、修了式 |

## 部活動
運動系部活動
- 卓球部
- サッカー部
- バレーボール部
- 柔道部
- テニス部
- バスケットボール部
- 野球部
- 陸上部
- 剣道部

文化系部活動
- 美術部
- 合唱部
- 吹奏楽部
- 家庭科部

## 通学区域
- 鴨川市のうち旧鴨川町・江見町の区域

## 進学前小学校
- 鴨川市立鴨川小学校
- 鴨川市立東条小学校
- 鴨川市立西条小学校
- 鴨川市立田原小学校[9]

## 著名な出身者
- 桜沢信司 - CBCテレビの社員。気象予報士、元アナウンサー

## 校区内の主な施設
- 鴨川シーワールド
- フローレ鴨川ショッピングセンター
- 鴨川漁港
- 鴨川市総合運動施設
- 道の駅鴨川オーシャンパーク

## 交通
- JR東日本内房線・外房線 安房鴨川駅西口より徒歩20分（およそ1km）
- 日東交通 鴨川市役所バス停より徒歩すぐ